# Fiorenzo Catalli
Fiorenzo Catalli (Avezzano, 19 maggio 1950) è un archeologo e numismatico italiano.

## Biografia
Si è laureato nel 1973 in Lettere, con Laura Breglia, presso l'Università degli Studi di Roma La Sapienza.
Tra giugno 1976 e novembre 1979 è titolare di un assegno di formazione scientifica presso la cattedra di numismatica antica della Facoltà di Lettere dell’Università degli Studi di Roma - La Sapienza.
Vincitore del concorso per Funzionario Direttivo nel ruolo Archeologi con specializzazione in Numismatica presso il Ministero per i Beni Culturali e Ambientali e assunto in servizio di ruolo presso la Soprintendenza Archeologica di Roma  dal 16 agosto 1979 fino al 31 maggio 2015, con sede di servizio in Via di Sant’Apollinare. Con tale incarico ha svolto funzioni di vigilanza e tutela di aree di interesse archeologico, dirigendo scavi di ricerca con comunicazione dei risultati in occasione di Convegni scientifici o presso riviste specializzate del settore.
Nel 1984, in quanto responsabile dell'area, dirige i lavori di scavo del colombario di Scribonio Menofilo a Villa Doria Pamphilj.
Tra il 1999 e il 2006 ha collaborato con la Soprintendenza per i Beni Archeologici dell’Umbria, con la Soprintendenza per i Beni Archeologici del Lazio e con la Soprintendenza per i Beni Archeologici dell’Etruria Meridionale per il riscontro inventariale, la catalogazione e la valorizzazione delle rispettive collezioni numismatiche.
Dal 2004 collabora con alcune Procure della Repubblica e con le Forze dell’Ordine (Carabinieri, Guardia di Finanza e Polizia di Stato) in qualità di Consulente Tecnico per la verifica d’interesse di materiale archeologico e numismatico.
Dal 2006 ha diretto il Servizio Tutela Beni Numismatici della Soprintendenza Speciale per i Beni Archeologici di Roma, con compiti di inventariazione, catalogazione e informatizzazione dei dati numismatici  provenienti dal territorio di competenza della Soprintendenza.
Dal 2007 al 2015 ha ricoperto la carica di Direttore del Monetiere del Museo Archeologico Nazionale di Firenze della Soprintendenza per i Beni Archeologici della Toscana dove ha effettuando il riscontro inventariale, la catalogazione, l’edizione a stampa e on line ( lamoneta.it (archiviato dall'url originale il 21 aprile 2020).) e la valorizzazione della collezione numismatica, attraverso la pubblicazione a stampa e l’allestimento di mostre temporanee. Dal 2015 ne è Direttore Scientifico.
Da giugno 2015 collabora per il riscontro e la schedatura di collezioni numismatiche con il Polo Museale della Toscana con il Museo Archeologico Nazionale di Firenze, con il Museo Nazionale di Arezzo, con il Museo Etrusco “Guarnacci” di Volterra e con il Museo Archeologico di S. Maria della Scala di Siena.

## The Este Project
Dal 2015 è parte del comitato scientifico di  Este Project, un progetto di ricerca teso a ricostruire e studiare la collezione numismatica Este. Punto di partenza è il catalogo di Celio Calcagnini, anche se relativo alle sole monete in oro, mentre monete in argento e in bronzo con analoga contromarca facevano sicuramente parte degli oggetti consegnati in pegno al Monte di Pietà di Venezia nel 1599 dallo stesso Cesare d’Este. Esemplari in questi metalli sono infatti, a più riprese comparsi in cataloghi d’asta.

## Insegnamento
Dall'anno accademico 2015-2016 è titolare di un contratto a termine per l’insegnamento di numismatica antica presso la Scuola di Specializzazione in Beni Archeologici dell’Università di Firenze.

## Riconoscimenti
- Croce d'Argento - Ordine al Merito di Savoia

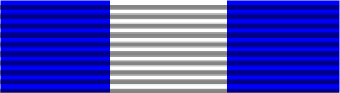
Ordine al Merito Savoia - Croce d'Argento

## Opere
- Le prime fasi della moneta romana, in “Roma medio-repubblicana”, catalogo della Mostra, Roma 1973, pp. 33-43.
- Soprintendenza alle Antichità delle province di Salerno, Avellino e Benevento, Rinvenimenti monetali, in AIIN18-19 (1971-72), Roma 1974.
- Sull'organizzazione ponderale dell'aes grave di Volterra, in AIIN 18-19 (1971-72), Roma, 1974.
- Soprintendenza Archeologica dell'Etruria settentrionale - Firenze, Museo Archeologico: collezioni Mazzolini e Ferretti, in AIIN 21-22, Roma 1974-75.
- La zecca di Volterra, Suppl. AIIN 22, Napoli 1975.
- Sulla circolazione dell'aes grave volterrano, in SE XLIV, Firenze 1976
- La collezione numismatica dell'Abbazia di Casamari (FR), in AIIN 23-24, Roma 1976- 77, pp. 243-258.
- Circolazione monetaria in Abruzzo e Molise tra IV e III secolo a.C., in Annali Fac.  Lett. Filos. Università di Perugia, XX 1982-83.
- Museo Archeologico Nazionale di Chieti. Nuovi materiali per una storia della circolazione monetaria in Abruzzo, in AIIN, Roma, 1983.
- La monetazione di Tuder, in Mostra internazionale di Numismatica, Todi, 1984.
- Esperienze monetali, in Tarquinia: Ricerche, scavi e prospettive, Atti del Convegno Milano 1986.
- La monetazione di Todi in un manoscritto del XVIII secolo, in Studi per Laura Breglia, Bollettino di Numismatica, suppl. 4/1987.
- Presenze numismatiche nel territorio tarquiniese, in Atti II Congresso internazionale Etrusco, Firenze 1985.
- Monete scoperte a Lucus Feroniae, in Atti XI Congresso Internazionale di Numismatica, Bruxelles 1991.
- Monete etrusche, IPZS Roma 1990 [edizione esaurita]; seconda edizione IPZS, Roma, 1995.
- Monete dell'Italia Antica, IPZS, Roma, 1995.
- Il museo lapidario comunale, Di Censo editore, Avezzano, 1998.
- La monetazione romana repubblicana, IPZS, Roma 2001.
- Un thesaurus da Sora, in Quaderni di Studi, LII, 2002.
- Rinvenimenti monetali, in Materiali per Populonia, 2, Firenze 2003.
- Numismatica greca e romana, IPZS Roma 2003.
- Presenze numismatiche in contesti funerari laziali, in Atti Convegno Lazio e Sabina, 2, 2004.
- Le immagini del potere, il potere delle immagini - Le monete dell’imperatore Claudio, Lagundo (BZ) 2001.
- La Gorgone e la Chimera: le monete degli Etruschi, Lucca, 2010.
- Le Monete dei Savoia, dal Nodo Savoiardo al Regno d’Italia, Lucca 2011.
- SNR, Italia, I, Caesar Augustus, Monetiere del Museo Archeologico Nazionale di Firenze, Pontedera (PI) 2014.
- SNR Italia, II, Tiberius, Caius, Claudius, Monetiere del Museo Archeologico Nazionale di Firenze, Firenze 2015.
- Si tiene pegno in guardaroba. Monete d’oro con la contromarca di Casa d’Este nel Medagliere Mediceo, A5, pp.365, DFRGPRESS 2014

### Pubblicazioni del Museo archeologico nazionale di Firenze

#### Sylloge Nummorum Graecorum
- II, Etruria,A4, pp 222,  Pontedera (PI) 2007.
- III, Umbria-Bruttium, A4, pp 166, Ascoli Piceno 2018.
- IV,1, Sicilia, A4, pp116, Bari 2017.

#### Sylloge Nummorum Romanorum
- I, Augustus, A4, pp. 154, Pontedera (PI) 2012.
- II, Tiberius- Claudius, A4, pp. 206, Pavia 2014.

#### Ripostigli, collezioni e nuclei
- Le monete di Casa Savoia nella Coll. M. Nugent, A4, pp216, Verderio (MI) 2011.
- Il tesoro di Alberese – XII secolo, A4, pp. 208, Grosseto 2015.
- Le monete di Talamone – III-I seciolo a.C., A4, pp 62, Pontedera 2010.
- Il ripostiglio di Cupi di Montiano – romane repubblicane, A4 pp 32, Viterbo 2009.
- Il ripostiglio di Borgo S. Lorenzo- XVI-XVIII secolo, A4, pp. 44, Pisa 2013.
- Il ripostiglio di Noceto- Gragnana, XIII-XV secolo, A4, pp40, Gubbio 2010.
- Il ripostiglio di Galeata, XIV-XV secolo, A4, pp 72, Pontedera 2013.
- Il ripostiglio di Montespertoli, XVI secolo, A4, pp. 82, Certaldo 2013.
- Il ripostiglio di Pisa, romane repubblicane, A4, pp 34, Pontedera 2009.
- Il ripostiglio di Carrara, XVII secolo, A4, pp38, Pontedera 2012.
- Il ripostiglio di Fornacette, repubblicane e imperiali, A4, pp. 64, Pontedera 2008.
- Il dono Trentacoste, XX secolo, A4, pp 38, Pontederea 2011.
- La collezione Currie, greche, romane, A4, pp. 32, Novacchio 2012.
- Il ripostiglio di S. Mamiliano, Sovana, V secolo, A4, pp. 88, Siena 2017.

### Pubblicazioni per il Museo archeologico di Perugia
- Un tesoro monetale di età medievale da Perugia, XIV-XV secolo, A4, pp.184,Perugia 2018.
- Le immagini del potere. Il potere delle immagini, Da Giulio Cesare a Severo Alessandro, A4, pp. 160, Perugia 2005.